# Pseudopostega fungina
Pseudopostega fungina là một loài bướm đêm thuộc họ Opostegidae. Nó được Puplesis và Robinson miêu tả năm 1999. Nó là loài duy nhất được tìm thấy ở Bihar ở Ấn Độ.